# Lepthyphantes inopinatus
Lepthyphantes inopinatus är en spindelart som beskrevs av George Hazelwood Locket 1968. Lepthyphantes inopinatus ingår i släktet Lepthyphantes och familjen täckvävarspindlar.
Artens utbredningsområde är Kongo. Inga underarter finns listade i Catalogue of Life.